# 印度尼西亚议会大厦
印度尼西亚共和国议会大厦，又稱人協／國會／地方代表理事會大廈，是印度尼西亚立法机关所在地。该建筑由人民协商会议（包括人民代表会议和地方代表理事会）使用。1965年3月8日，第一任印度尼西亚总统蘇卡諾下令建造该建筑。九三〇事件發生後大樓的施工進度受影響。1998年5月，该建筑被大约80000名大学生占领，這些大學生抗议特利刹蒂慘案的發生并呼吁独裁总统苏哈托下台以及解散人民代表會議和人民协商会议。 